# Tjärnmyrtjärnen (Åsele socken, Lappland)
Tjärnmyrtjärnen är en sjö i Åsele kommun i Lappland och ingår i Ångermanälvens huvudavrinningsområde.